# Método do Saquinho de Chá
O método do “Saquinho de Chá” (Tea Bag Index -TBI) é uma ferramenta inovadora e econômica utilizada para medir a taxa de decomposição e a taxa de estabilização do material vegetal. Esse protocolo foi desenvolvido por pesquisadores da Universidade de Utrecht, da Universidade de Umeå, do Instituto de Ecologia da Holanda e pela Agência Austríaca para Saúde e Segurança Alimentar Ltd. O protocolo tem como objetivo reunir dados sobre a taxa de decomposição de diferentes locais em todo o mundo para a construção de um mapa do solo, que pode ser utilizado em modelos climáticos globais que preveem a trajetória dos estoques de carbono. 
O método consiste em enterrar no solo saquinhos de chá contendo material vegetal de decomposição contrastante (Chá Verde e Chá Rooibos da marca Lipton®) e após três meses desenterrá-los para determinar a perda de peso.  A partir da perda de peso do Chá Rooibos e do Chá Verde, obtém-se dois parâmetros que indicam duas fases diferentes da curva de decaimento da decomposição. Através da rápida decomposição do chá verde é determinado o fator de estabilização (S). O Chá Rooibos decai mais lentamente e após três meses, ainda está na primeira fase de decomposição. Assim, utilizando os dados da perda de peso do Chá Rooibos após três meses é possivel calcular a taxa de decomposição (k).
Este método já foi testado quanto à sua sensibilidade e robustez em vários ecossistemas e biomas contrastantes, confirmando que o TBI é sensível o suficiente para discriminar diferentes condições abióticas. Qualquer pesquisador é incentivado a contribuir para essa base de dados. As informações de como coletar corretamente os dados são descritas no protocolo disponível em http://www.teatime4science.org/about/the-project/ As contribuições de pesquisadores de diferentes partes do mundo tem gerado dados relevantes para o entendimento de como o aquecimento global pode afetar o equilíbrio entre o armazenamento e a liberação de carbono no solo. 
1. 1 2 3  Keuskamp, Joost A.; Dingemans, Bas J. J.; Lehtinen, Taru; Sarneel, Judith M.; Hefting, Mariet M. (novembro de 2013).  Muller-Landau, Helene, ed. «Tea Bag Index: a novel approach to collect uniform decomposition data across ecosystems». Methods in Ecology and Evolution (em inglês) (11): 1070–1075. doi:10.1111/2041-210X.12097. Consultado em 5 de novembro de 2020
2. ↑  Becker, Joscha N.; Kuzyakov, Yakov (2018). «Teatime on Mount Kilimanjaro: Assessing climate and land-use effects on litter decomposition and stabilization using the Tea Bag Index». Land Degradation & Development (em inglês) (8): 2321–2329. ISSN 1099-145X. doi:10.1002/ldr.2982. Consultado em 5 de novembro de 2020
3. ↑  MacDonald, Erin; Brummell, Martin E.; Bieniada, Aneta; Elliot, James; Engering, Alexandra; Gauthier, Tasha-Leigh; Saraswati, S.; Touchette, Sabrina; Tourmel-Courchesne, Laurence (17 de agosto de 2018). «Using the Tea Bag Index to characterize decomposition rates in restored peatlands» (em inglês). ISSN 1797-2469. Consultado em 5 de novembro de 2020
4. ↑  Althuizen, Inge H. J.; Lee, Hanna; Sarneel, Judith M.; Vandvik, Vigdis (1 de dezembro de 2018). «Long-Term Climate Regime Modulates the Impact of Short-Term Climate Variability on Decomposition in Alpine Grassland Soils». Ecosystems (em inglês) (8): 1580–1592. ISSN 1435-0629. doi:10.1007/s10021-018-0241-5. Consultado em 6 de novembro de 2020
5. ↑  Petraglia, Alessandro; Cacciatori, Cecilia; Chelli, Stefano; Fenu, Giuseppe; Calderisi, Giulia; Gargano, Domenico; Abeli, Thomas; Orsenigo, Simone; Carbognani, Michele (1 de fevereiro de 2019). «Litter decomposition: effects of temperature driven by soil moisture and vegetation type». Plant and Soil (em inglês) (1): 187–200. ISSN 1573-5036. doi:10.1007/s11104-018-3889-x. Consultado em 6 de novembro de 2020